# Semyonovsky Uyezd
Semyonovsky Uyezd (Семёновский уезд) foi uma das subdivisões do governadorato de Nizhny Novgorod do Império Russo. Situava-se na parte norte da governadoria. O seu centro administrativo era Semyonov.

## Demografia
Na época do Censo do Império Russo de 1897, Semyonovsky Uyezd tinha uma população de 111.388. Destes, 99,9% falavam russo como língua nativa.